# Briljantsvart BN

Strukturformel

Briljantsvart BN är ett så kallat azofärgämne med E-nummer E 151. Det är ett av några kemiskt tillverkade färgämnen som är nu är tillåtna i Sverige efter 1999. Innan det var azofärgämnen till stor del förbjudna, men nu får de alltså användas i flera olika livsmedel, som till exempel glass, godis, desserter, marmelad och såser. Vissa ämnen har dock fortfarande restriktioner. 
Azofärger har varit förbjudna av en anledning. Dessa färgämnen kan ge upphov till överkänslighet, och symptomen kan vara hudutslag, nässelfeber, astma och eksem. Personerna som drabbas har dock ofta redan en allergi.